# Jürgen Gottschlich
Jürgen Gottschlich (* 1954 in Herne) ist ein deutscher Journalist und Publizist. Er gehört zu den Mitbegründern der taz.
Gottschlich studierte Philosophie und Publizistik in Berlin. Bei der taz war er viele Jahre als Koordinator (Chef vom Dienst) und zuletzt als stellvertretender Chefredakteur tätig. Seit 1998 lebt er in Istanbul und wirkt dort als Korrespondent für mehrere deutsche Zeitungen.
Er ist mit der  türkisch-deutschen Journalistin und Schriftstellerin Dilek Zaptçıoğlu verheiratet.

## Schriften (Auswahl)
- Die Türkei auf dem Weg nach Europa. Ein Land im Aufbruch. Links, Berlin 2004, ISBN 3-86153-330-8.
- Der Mann, der Günter Wallraff ist. Eine Biographie. Kiepenheuer & Witsch, Köln 2007, ISBN 978-3-462-03926-9.
- Türkei. Ein Land jenseits der Klischees. Links, Berlin 2008, ISBN 978-3-86153-489-1.
- Der Bibeljäger. Die abenteuerliche Suche nach der Urfassung des Neuen Testaments. Links, Berlin 2010, ISBN 978-3-86153-594-2 (über Konstantin von Tischendorf)
- Beihilfe zum Völkermord. Deutschlands Rolle bei der Vernichtung der Armenier. Links, Berlin 2015, ISBN 978-3-86153-817-2.
- mit Dilek Zaptcioglu-Gottschlich: „Die Schatzjäger des Kaisers – Deutsche Archäologen auf Beutezug im Orient“. Links, Berlin 2021, ISBN 978-3-96289-126-8.